# 詩学社
詩学社（しがくしゃ）は、戦後に設立された現代詩を専門とする出版社。東京都文京区に所在した有限会社である。

## 沿革
探偵小説雑誌「宝石」が成功した作家・詩人の城左門が中心となり、1947年に設立。同年8月、現代詩専門誌「詩学」を発刊。同誌は「現代詩手帖」（世代社、思潮社）とともに戦後の詩壇を牽引する。多くの詩集、詩論を刊行し、詩学詩人賞等を主催。木原孝一、嵯峨信之、岡田幸文、篠原憲二、寺西幹仁が「詩学」編集長をつとめる。1953年より「詩学年鑑」を発行。しかし厳しい経営状況が続き、2007年9月、「詩学」休刊。同年10月に倒産、廃業した。